# Katay Cycling Team
Das Katay Cycling Team war ein ungarisches Radsportteam.
Die Mannschaft wurde 2008 gegründet und nahm als Continental Team an den UCI Continental Circuits teil. Die meisten Rennen fuhren sie in Europa. Manager war Vittorio Cozzoni, der von seinen Sportlichen Leitern Antonio Iacovozzi, Germano Pierdomenico und Antonio Salutini unterstützt wurde.
Das Team wurde im Jahr 2009 nicht mehr bei der Union Cycliste Internationale registriert. Iacovozzi war 2009 als Manager beim Team Betonexpressz 2000-Limonta tätig.

## Saison 2008

### Erfolge in der Europe Tour
| Datum        | Rennen                                      | Fahrer              |
| ------------ | ------------------------------------------- | ------------------- |
| 10. Juli     | Prolog Grand Prix Cycliste de Gemenc        | Davide Torosantucci |
| 11. Juli     | 1. Etappe Grand Prix Cycliste de Gemenc     | Domenico Loria      |
| 10.–12. Juli | Gesamtwertung Grand Prix Cycliste de Gemenc | Davide Torosantucci |
| 5. Oktober   | 3. Etappe Cinturó de l’Empordà              | Antonio Quadranti   |

### Mannschaft
| Name                | Geburtstag         | Nationalität | Team 2009                  |
| ------------------- | ------------------ | ------------ | -------------------------- |
| Wladimir Autka      | 23. Januar 1982    | Belarus      |                            |
| Szilárd Buruczki    | 13. Januar 1979    | Ungarn       |                            |
| Marco Carletti      | 10. Oktober 1983   | Italien      | Betonexpressz 2000-Limonta |
| Gabor Cser          | 8. Mai 1982        | Ungarn       |                            |
| Zoltan Csomor       | 21. April 1981     | Ungarn       |                            |
| Ivan De Nobile      | 2. Oktober 1979    | Italien      | Karriereende               |
| Janos Hegyes        | 27. Juli 1973      | Ungarn       |                            |
| Peter Legradi       | 25. September 1977 | Ungarn       |                            |
| Domenico Loria      | 3. Januar 1981     | Italien      | Centri della Calzatura     |
| Honorio Machado     | 26. Juli 1982      | Venezuela    | Betonexpressz 2000-Limonta |
| Claudio Masnata     | 28. Juli 1980      | Italien      |                            |
| Antonio Quadranti   | 26. August 1980    | Italien      | Betonexpressz 2000-Limonta |
| Roberto Richeze     | 25. Oktober 1981   | Argentinien  | Betonexpressz 2000-Limonta |
| Benedek Sandor      | 10. Mai 1981       | Ungarn       |                            |
| Gabor Soos          | 6. März 1980       | Ungarn       |                            |
| Davide Torosantucci | 3. November 1981   | Italien      | Centri della Calzatura     |
| Barnabas Vizer      | 24. September 1982 | Ungarn       |                            |
| Rino Zampilli       | 7. März 1984       | Italien      | Hemus-1896-Troyan          |